# Tambirejo (Gajah)
Tambirejo is een bestuurslaag in het regentschap Demak van de provincie Midden-Java, Indonesië. Tambirejo telt 1909 inwoners (volkstelling 2010).